# Aeliopotes paitensis
Aeliopotes paitensis là một loài tò vò trong họ Ichneumonidae.